# Flou lumineux
Pour les articles homonymes, voir Bloom.

Cette image du film Elephants Dream illustre le flou lumineux : la lumière déborde sur les zones sombres, comme le bras du personnage au premier plan.

Le flou lumineux (bloom effect en anglais) est une caractéristique des graphismes des jeux vidéo et des images de synthèse.
Lorsqu'un œil ou un appareil photographique capte une image comprenant une transition abrupte du lumineux au sombre, cette transition devient floue, la lumière débordant dans la zone obscure. Ceci est dû à la taille limitée de l'ouverture de l'objectif ou pupille qui produit une diffraction, chaque point lumineux devenant un disque d'Airy. Cette diffraction est toujours présente, mais n'est perceptible que lorsque les rebords des disques en provenance de zones lumineuses se trouvent superposés à des zones sombres. Pour qu'un affichage rende le flou lumineux correctement, il doit disposer d'un grand contraste dynamique.